# Wakkerstroom
Wakkerstroom è un centro abitato del Sudafrica, situato nella provincia dello Mpumalanga.
La città, la seconda più antica della provincia del Mpumalanga, fu fondata nel 1859 per decisione del Volskraad, il parlamento del Transvaal: fu chiamata Marthinus-Wessel-Stroom, in onore del presidente della Repubblica sudafricana del Transvaal, Marthinus Wessel Pretorius.
Nel 2000 Wakkerstroom è stata incorporata nella municipalità locale di Pixley ka Seme, nella municipalità distrettuale di Gert Sibande.